# Alt Sassandra
L'Alt Sassandra és una de les 31 regions de Costa d'Ivori. Està situada al centre-oest del país i juntament amb la regió de Marahoué conforma el Districte de Sassandra-Marahoué que té com a capital la ciutat de Daloa, que també és la capital de l'Alt Sassandra i la tercera ciutat en població després d'Abidjan i de Bouaké. Segons el pre-cens del 2015, la regió de l'Alt Sassandra tenia 1.4300.960 habitants i té una superfície de 15.200 km². El grup majoritari de l'Alt Sassandra són els bétés.

## Situació geogràfica i regions veïnes
L'Alt Sassandra està situada a l'oest del centre-sud de Costa d'Ivori. La seva capital, Daloa, està a 141 km a l'oest de Yamoussoukro, la capital del país, a 106 km a l'est de Duékoué i a 138 km de Soubré.
Les regions veïnes de l'Alt Sasssandra són les de Tonkpi i de Guémon a l'oest, les de Nawa i Gôh al sud, la de Marahoué a l'est i les de Béré i Worodougou al nord.

## Subdivisió administrativa
La regió de l'Alt Sassandra està subdividida en els següents departaments i municipis:
- Departament de Daloa - 591.633 habitants (2015)
  - Bédiala - 81.193
  - Gonaté - 36.938
  - Daloa - 319.427
  - Gadouan - 57.470
  - Gboguhé - 58.103
  - Zaïbo - 38.502
- Deparatment d'Issia - 327.901 habitants
  - Boguedia - 20.943
  - Iboguhé - 41.768
  - Issia - 85.727
  - Nahio - 27.034
  - Namane - 41.177
  - Saïoua - 86.423
  - Tapeguia - 24.829
- Departament de Vavoua - 400.912 habitants
  - Bazra-Nattis - 39.218
  - Danano - 31.384
  - Dania - 77.295
  - Ketro-Bassam - 24.934
  - Séitifla - 93.430
  - Vavoua - 134.651
- Departament de Zoukogbeu - 110.514 habitants
- Domangbeu - 9.530
- Gregbeu - 18.487
- Guessabou - 36.302
- Zoukougbeu - 46.195

## Infraestructures i transports
Les dues carreteres més destacades de la regió són la A6, que uneix Daloa amb Yamoussoukro i Duékoué (d'est a oest) i la A5 que la uneix amb Séguéla i Soubré (de nord a sud).

## Cultura
Els Bétés són els membres del grup ètnic majoritari de l'Alt Sassandra.